# Manal Masri
Manal Masri, född 22 februari 1980, är en svensk teaterchef och filmare. Hon är syster till Mona Masri.
Manal Masri är uppvuxen som äldst av tre syskon i en familj med libanesisk bakgrund i Malmö. År 2005 tog hon initiativet till att starta malmöbaserade Teater Foratt, där hon sedan varit verksam som producent och teaterchef. År 2015 tog hon över ledningen för Sveriges Radio Dramas avdelning i Malmö.
Hon är också verksam inom fiktion och dokumentärfilm. Den  dokumentära filmen Brev till en seriemördare (2017) handlar om hennes egen brevväxling med den dömde seriemördaren Peter Mangs angående hans ouppklarade inblandning i den livshotande beskjutningen av hennes bror i Malmö den 28 november 2006.